# Claus Hjort Frederiksen
Claus Hjort Frederiksen (født 4. september 1947) er en dansk Venstre-politiker. Claus Hjort Frederiksen blev indvalgt i Folketinget 8. februar 2005 for Københavns Amtskreds med 3.064 personlige stemmer. Han blev i 2004 opstillet i Lyngbykredsen og fra 2007 i Rudersdalkredsen. Han har beklædt flere ministerposter under Anders Fogh Rasmussen og Lars Løkke Rasmussen. Frederiksen genopstillede ikke ved valget i 2022.

## Baggrund
På farens side stammer Frederiksen fra fiskere.
Farfaren Frederik Frederiksen var selvstændig erhvervsdrivende som fisker fra Humlebæk og drev ålefiskeri i Øresund.
Hans kone døde mens hans to sønner stadig var børn og Frederik Frederiksens søster flyttede da ind i fiskerhuset.
Farfaren var meget sparsommelig og førte nøje regnskab med indtægter og udgifter.
Et lille jordstykke ved stranden blev benyttet til kartoffeldyrkning.
Ved fiskerhusene i Humlebæk var der bygget annekser som familierne flyttede ind i om sommeren så hovedhusene kunne lejes ud til ferierende københavnere.
Claus Hjort Frederiksen holdt mange ferier i fiskerhuset i Humlebæk.
Fra farfaren fik Claus Hjort Frederiksen indpodet at de socialdemokratiske regeringer ødslede pengene bort.
På morens side er Claus Hjort Frederiksen af landmandslægt.
Morfaren var landmand i Særslev i Nordvestsjælland og er blevet beskrevet som "en spasmager med en livlig fantasi". Han døde i en bilulykke før Claus Hjort Frederiksen blev 10 år.
Mormoren var død før Claus Hjort Frederiksen blev født.
Frederiksen er søn af prokurist Niels Frederiksen og børnehaveleder Elna Frederiksen, født Hjort.
Han var deres eneste barn.
Claus Hjort Frederiksen gik i en kommuneskole indtil 5. klasse, hvorefter hans forældre meldte ham ind i den katolske Sankt Knuds Skole på Stenogade ved Jesu Hjerte Kirke.
At det blev en katolsk skole skyldtes ikke en religiøs overbevisning, men at der var vægt på disciplin og "gamle dyder" med morgenbøn.
Frederiksen fortsatte i realskole i den ligeledes katolske Niels Steensens Gymnasium.
Både Sankt Knuds Skoles og realskolens klasser var kun for drenge.
Frederiksen blev student 1966 fra Niels Steensens Gymnasium og startede herefter på Handelshøjskolen i København, men sprang fra og påbegyndte jurastudiet.
Frederiksen blev cand.jur. 1972.
Han aftjente sin værnepligt efter studiet, først ved Høvelte Kasserne, senere i en underjordisk kommunikationsenhed ved Sjælsmark Kasserne.
Fra 1977 til 1979 var han fuldmægtig i Landbrugsministeriet
og fra 1979 til 1983 var han sekretær i Industrifagenes Almindelige Arbejdsgiverforening.

## Politiske karriere
Før og efter Frederiksens ansættelser i Landbrugsministeriet og arbejdsgiverforeningen var han ansat i Venstres organisation.
Først som sekretær i Venstres folketingsgruppes sekretariat fra 1973 til 1977.
Han var administrationschef i Venstres Landsorganisation fra 1983 til 1985 for derefter at blive partisekretær i partiet frem til 2001.

### Beskæftigelsesminister
Efter folketingsvalget 2001 blev Claus Hjort Frederiksen beskæftigelsesminister i Regeringen Anders Fogh Rasmussen I (2001-2005) – en stilling, som han fortsatte med at bestride i Regeringen Anders Fogh Rasmussen II (2005-2007) og Regeringen Anders Fogh Rasmussen III (2007-2009).
I tidligere transportminister Flemming Hansens selvbiografi fra 2008 er det eneste Frederiksen erindres for at Frederiksen havde tendens til at blunde under statsrådet.
I 2009 vandt radiojournalist Jesper Tynell Cavlingprisen for i en serie på 15 indslag i DR P1's Orientering at afdække det som på Orienterings hjemmeside blev kaldt for "ministerens mindre demokratiske metoder".

### Finansminister
Da statsminister Anders Fogh Rasmussen trådte ud af regeringen for at blive NATO's generalsekretær, blev Lars Løkke Rasmussen statsminister og udnævnte Claus Hjort Frederiksen til finansminister i Regeringen Lars Løkke Rasmussen I (2009-2011).
Som finansminster fremlagde han den såkaldte Tilbagetrækningsreform den 13. maj 2011.
Han fik 3.865 personlige stemmer ved Folketingsvalget 2011.
Rasmussens regerings havde ikke længere flertal, Helle Thorning-Schmidt dannede regering og Frederiksen overlod sin finansminsterpost til Bjarne Corydon.
Ved Folketingsvalget 2015 modtog Frederiksen 8.222 personlige stemmer og fik dermed partiets andet kredsmandat i Nordsjællands Storkreds efter Sophie Løhde.
Claus Hjort Frederiksen blev atter finansminister i Regeringen Lars Løkke Rasmussen II (2015-2016).
Da statsminister Lars Løkke Rasmussen lod Liberal Alliance og Det Konservative Folkeparti indtræde i hans tredje regering blev Frederiksen flyttet fra Finansministeriet og Kristian Jensen overtog ministerposten.

### Forsvarsminister
I Regeringen Lars Løkke Rasmussen III overtog Frederiksen posten som forsvarsminister efter Peter Christensen.
Under Frederiksens ministertid ønskede det kinesiske statsejede selskab, China Communications Construction Company, at få mulighed for at bygge eller udvide grønlandske lufthavne.
Frederiksen mødtes da med den amerikanske udenrigsminister James Mattis i maj 2018, der advarede ham mod de kinesiske investeringer.
I en lignende sag, men med det kinesiske selskab Huawei og deres 5G-teknologi, delte Frederiksen sine bekymringer om kinesisk tilstedeværelse i dansk netværksinfrastruktur.
Som forsvarsminister bidrog han tre gange med kapitler til årsrapporter fra Dansk Institut for Internationale Studier.

### I opposition
Ved Folketingsvalget 2019 modtog Frederiksen 6.405 personlige stemmer i Nordsjællands Storkreds og fik partiets tredje og sidste kredsmandat efter Sophie Løhde og Hans Andersen.
Efter valget overgik forsvarsministerposten til Trine Bramsen.
Frederiksen blev formand for Udvalget vedrørende Efterretningstjenesterne og var det til 2020.
Den 14. januar 2022 meddelte Frederiksen, at han var sigtet efter straffelovens paragraf 109.
Den 12. maj 2022, meddelte Justitsministeriet, at Rigsadvokaten ønskede at rejse tiltale mod Frederiksen for "overtrædelse af straffelovens § 109 om uberettiget videregivelse af højt klassificerede oplysninger". Han var omfattet af parlamentarisk immunitet og for at kunne tiltales, skulle Folketinget ophæve hans immunitet. Sagen blev ikke forelagt Folketinget af justitsminister Mattias Tesfaye, idet et flertal i Folketinget tilkendegav ikke at ville støtte en ophævelse af Frederiksens immunitet. Det er første gang at Folketinget har nægtet at ophæve et af sine medlemmers immunitet , når det ikke har drejet sig om ytringer fremsat i Folketinget. Danske dagblade sammenkædede i 2022 sigtelserne mod Frederiksen efter straffelovens paragraf 109 med sigtelser efter samme paragraf mod den suspenderede chef for Forsvarets Efterretningstjeneste Lars Findsen. Straffelovens paragraf 109 fandt sidste gang anvendelse i 1980. Den 27. oktober 2023 afviste Højesteret anklagemyndighedens krav om at anklagerne mod Frederiksen ikke måtte offentliggøres. Den 1. November 2023 frafaldt anklagemyndigheden deres anklager mod Frederiksen og Lars Findsen. De blev dermed ikke frifundet, men retssagen blev umuliggjort af afgørelsen fra Højesteret